# Eufemia Odonicówna
Eufemia Odonicówna (ur. najpóźniej w 1239, zm. 15 lutego zap. po 1287) – księżniczka wielkopolska z rodu Piastów, księżna opolsko-raciborska.

## Życiorys
Była najmłodszym dzieckiem Władysława Odonica i jego żony Jadwigi, której pochodzenie pozostaje dyskusyjne. Nie jest znana data narodzin Eufemii. Badacze uznają, że najprawdopodobniej przyszła na świat w latach 30. XIII wieku. W literaturze pojawia się też stwierdzenie, że urodziła się około 1230 roku.
Jej braćmi byli Przemysł I, Bolesław Pobożny i przypuszczalnie młodo zmarły Ziemomysł, a siostrami Salomea i hipotetycznie Jadwiga.
W 1251 roku poślubiła swojego kuzyna Władysława, księcia opolsko-raciborskiego. Małżonkowie byli ze sobą spokrewnieni w czwartym stopniu według komputacji kanonicznej. Nie wiadomo, czy otrzymali niezbędną papieską dyspensę; badacze sądzą, że sprawę niewątpliwie musiano wówczas załatwić pozytywnie. Małżeństwo to miało na celu unormowania stosunków między Piastami wielkopolskimi i opolskimi wobec utraty przez Władysława w 1244 księstwa kaliskiego na rzecz brata Eufemii Przemysła I.
W 1258 razem z mężem i synami Eufemia ufundowała klasztor cystersów w Rudach. Z kolei w 1281 wyraziła zgodę na nadanie premonstratensom 100 frankońskich łanów ziemi w Lubnie. 
Owdowiała w 1281 (po 25 marca) lub 1282 roku.
Zmarła 15 lutego po 1281 roku. Przypuszcza się, że żyła jeszcze w 1287.
Eufemia i Władysław mieli czterech synów: Mieszka, Kazimierza, Bolesława i Przemysława oraz córkę (być może Konstancję lub Esterę) – pierwszą żonę Henryka IV Prawego. 
Od Eufemii wywodzili się wszyscy Piastowie cieszyńscy, oświęcimscy, opolscy, oraz bytomscy urodzeni po 1251.